# Joachim Haspinger

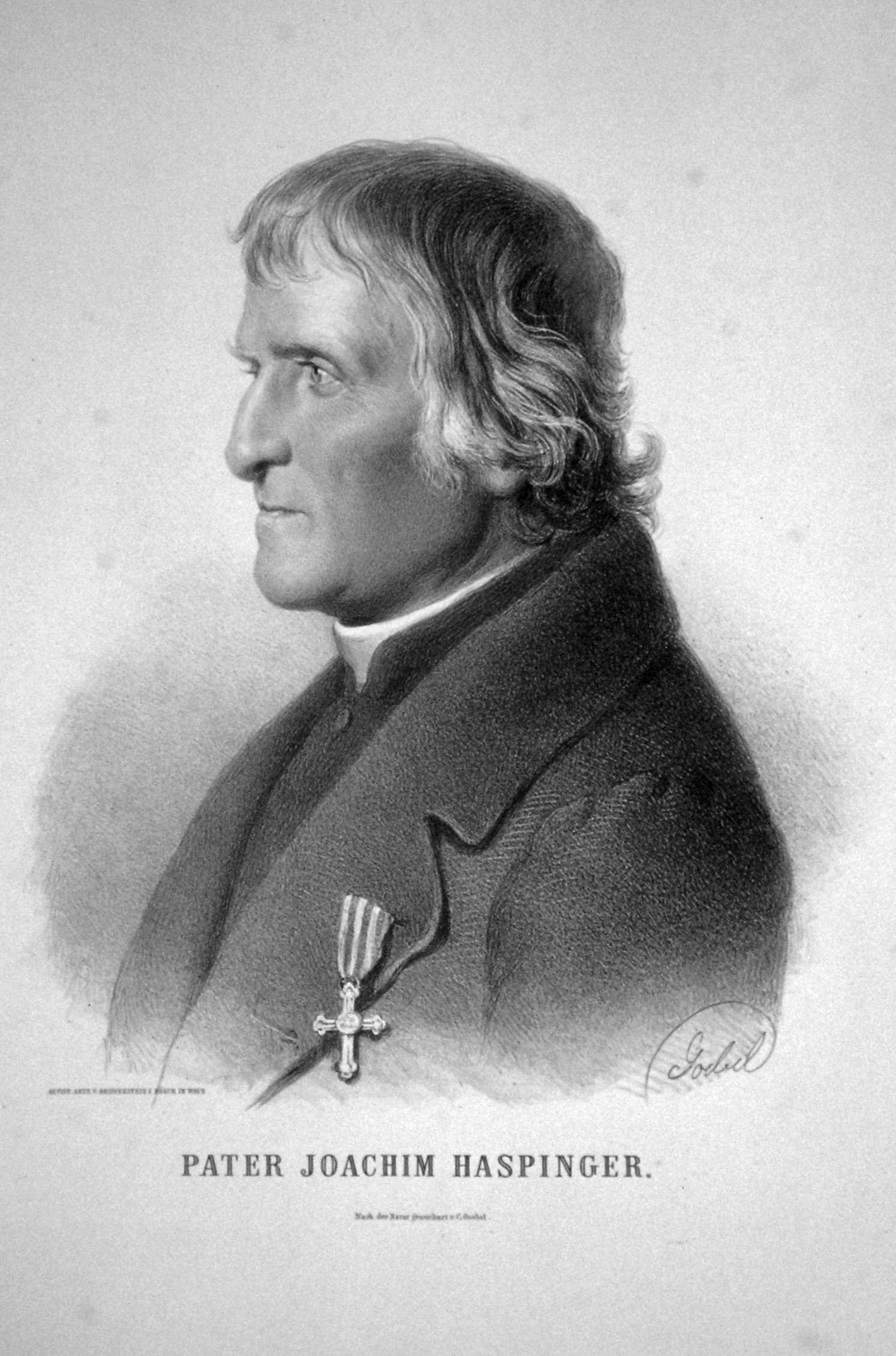
Joachim Haspinger, litografi av Karl Goebel.

Johann Simon (som ordensbroder kallad Joachim) Haspinger, född 28 oktober 1776, död 12 januari 1858, var en tyrolsk frihetskämpe.
Haspinger kämpade 1796-97 och 1799-1801 mot fransmännen, blev 1802 kapucinmunk, tillhörde från 1808 de tyrolska patrioternas hemliga förbund och tog 1809 framstående del i befrielsekampen. Den djärva andra resningen i november under Andreas Hofer var den fanatiskae Haspingers verk. År 1810 förklarad i akt av bayrarna, måste han lämna Tyrolen. 1815-36 var Haspinger pastor i Traunfeld, Niederösterreich och slog sig 1854 ned i Salzburg.